# 虞仡
虞仡，会稽余姚（今宁波余姚市）人，晋朝官僚，官至右将军司马。

## 生平
史书中关于虞仡的事迹记载很少，在《晋书 虞潭传》后附有寥寥数语——“子仡嗣，官至右将军司马”。说的是虞仡因家族祖荫封得高官厚禄，官至右将军司马，但不久就因病逝世了，生命短暂，身后由其子虞啸父继承（“仡卒，子啸父嗣”）。

## 家族
父虞潭。子虞啸父，晋朝大臣。